# Carlos Benavides (cantante)
Carlos Alberto Benavides Rocha (Tacuarembó, 31 de enero de 1949) es un cantante, compositor y guitarrista uruguayo de música popular.

## Biografía
Sus primeros estudios de guitarra los realizó con Ricardo Rodríguez Cruz y con Domingo Alvarenga del Conservatorio Municipal de Tacuarembó y en Montevideo con Hugo Mondada y Cedar Vigletti. Posteriormente se dedicó totalmente a la música popular desde su calidad de cantante y compositor.

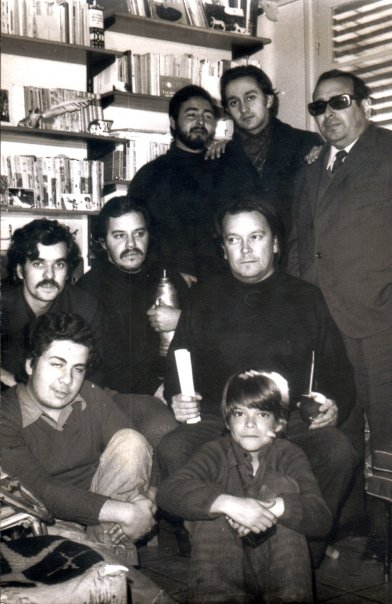
Washington Benavides, Carlos Benavides, Eduardo Darnauchans, Eduardo Larbanois, Eduardo Lagos, José Carlos Seoane, J. A. Salgueiro y Pablo Benavídez, varios de los cuales integraron el movimiento cultural uruguayo llamado «Grupo de Tacuarembó».

Con sus primeras incursiones musicales a nivel profesional a principios de 1970, pasa a integrar el llamado «Grupo de Tacuarembó», el cual nucleó a una generación de artistas de distintos géneros, como músicos, poetas y escritores, entre los que se encontraban Washington Benavides, Numa Moraes, Eduardo Darnauchans, Eduardo Larbanois, Carlos da Silveira, Eduardo Lago, Julio Mora, Enrique Rodríguez Viera, Víctor Cunha, Eduardo Milán y Tomás de Mattos, entre otros.
En 1973 y también en 1974 obtiene premios en el Festival Folklórico de Durazno. Ese mismo año recibe el Primer Premio en el Certamen de Canto de Paysandú y graba su primer larga duración, titulado Soy del campo. En ocasión de presentar este disco, Alfredo Zitarrosa escribió:

Carlos Benavides pertenece al bien llamado Grupo de Tacuarembó, que lidera nuestro querido poeta oriental Washington Benavides y que a la fecha ha lanzado a la fama intérpretes y creadores de genuino cuño campesino, inconfundibles por su estilo como Numa Moraes y Eduardo Darnauchans.

También en el Festival de Durazno recibe en 1981 el «Charrúa de Oro». Otro galardón recibido fue el «Palenque de Oro» en el Festival de Tala en Canelones.
Junto a su tío Washington Benavides es el coautor de muchas canciones, entre las que se cuentan Como un jazmín del país y Guitarrero viejo. Con él editó en 1983 el disco «Benavides y Benavides», así como también varios discos colectivos, como «Amigos» y «Las milongas». Ha participado asimismo como guitarrista de Carlos María Fossatti, Los lugareños y Julio Mora, entre otros.
Con nueve canciones, es junto a Numa Moraes el músico que más fue grabado por Alfredo Zitarrosa. Entre otros intérpretes de sus temas también se puede encontrar a Santiago Chalar, Carlos María Fossati, Grupo Vocal Universo, Sanampay, Soledad Pastorutti, Julio Mora, Omar Romano, Numa Moraes, Larbanois - Carrero, Yamandú Palacios, Nacha Roldán, Carlos Garbarino, Washington Carrasco, Víctor M. Pedemonte, Pablo Estramín, Los del Yerbal y Eduardo Darnauchans.
Ha brindado recitales en varios países del mundo, entre los que se cuentan Alemania, Argentina, Brasil, Chile, Cuba y Rusia.

## Discografía

### Solista
- Como un Jazmín del País / Soy del Campo (simple. Sondor 50.252. 1974)
- Soy del Campo (Sondor 44013. 1974)
- Milonga del Cordobés / Zamba del amor moreno (simple. Sondor 50.265)
- De mi Rumbo (Sondor 44025. 1975)
- Canción para el Amigo (Sondor 44038. 1976)
- Navidad del Gauchito (Sondor 44054. 1976) - Reedición (Sondor. 2008)
- Aires de Tacuarembó (Sondor 44064. 1977)
- El Cerno Queda (Sondor 44070. 1977)
- Patria Adentro (Sondor 44100. 1979)
- Hoy te Canto Así / Cantiga de nochebuena (casete simple split con Santiago Chalar. Orfeo SCO 90104. 1982)
- La Sal de Mi Canción (Sondor 44149. 1982)
- Los más grandes éxitos (Sondor 44128. 1982)
- Benavides y Benavides (junto a Washington Benavides. Sondor 44317. 1983 reeditado en casete por "Manchester" serie 70.094. 1988)
- De las estaciones perdidas (Gambardella G 630. 1989)
- Lo mejor de Carlos Benavides (Sondor 4.974-2. 1995)
- Enhorabuena (Sondor 8.041-2. 1997)
- El país de las cina-cinas (CBS, Buenos Aires)
- Esquina de Sol (Sondor 8.219-2. 2003)
- Tu Pago es el Corazón (Sondor. 8.280-2.  2006)
- De la Pluma a la Cuerda (junto a Washington Benavides. Brújula digital. 2007)
- Opción de Vida (Sondor. 8.330-2. 2010)
- De Almacén y Bar (Sondor. 8.436-2.  2017)

### Colectivos
- La gesta de Aparicio (junto a Carlos María Fossati, Conjunto Cimarrones y Antonio González "El Pampa". Sondor 44023. 1975)
- Trovas por Leandro Gómez (junto a Carlos María Fossati, Eduardo Larbanois y Julio Mora.  Sondor 44071. 1978)
- Amigos (junto a Larbanois - Carrero, Washington Benavides y Juan José de Mello. Sondor 44082. 1978)
- Las milongas (junto a Washington Benavides y Enrique Rodríguez Viera. Sondor. 1993)
- Estrella federal (grabado en Porto Alegre junto a Sebastiao Fonseca de Oliveira, Julio Mora, Enrique Rodríguez Viera y Humberto García. 1994)